# Humanismo secular

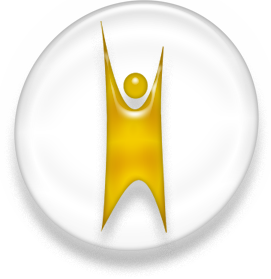
Uno de los logos (no oficial) utilizados por el humanismo secular o laico, en versión oro y blanco.

El humanismo secular, humanismo laico o humanismo ateo son denominaciones que han sido usadas en los últimos treinta años para describir un sistema ideológico que consta de una ética propia junto con la interpretación racional de los fenómenos naturales.
Afirma basarse en el método científico, la ética, y el naturalismo filosófico, descarta dogma religioso, sobrenaturalismo, pseudociencia, y superstición como las bases para la moralidad y la toma de decisiones. La cosmovisión moderna del humanismo secular pretende la aplicación de la ciencia y la tecnología para la mejora de la condición humana. Según Mario Bunge la marca distintiva del humanismo secular es su preocupación por la totalidad de la humanidad.

## Fundamentos y origen
El humanismo secular como sistema filosófico organizado es relativamente nuevo, más sus fundamentos pueden ser encontrados en las ideas de los filósofos griegos clásicos como los estoicos y los epicúreos, en el confucionismo chino y en el movimiento lokaiata encabezado por Chárvaka en la India clásica. Estas posiciones filosóficas buscaban las soluciones de los problemas humanos en los seres humanos en lugar de en los dioses.
Estas ideas fueron censuradas por la Iglesia Católica durante la Edad Media y reaparecieron en la época del Renacimiento (siglos del XIV al XVII). Durante la Ilustración del siglo XVIII, con el desarrollo de la ciencia, los filósofos comenzaron a criticar la autoridad de las religiones y a engranar lo que hoy se conoce con el nombre de "librepensamiento". Voltaire, Diderot y David Hume, entre muchos otros, son representantes de esta corriente. El humanismo secular se adhiere a la consigna de la Revolución Francesa: liberté, egalité, fraternité (libertad, igualdad, fraternidad).

### ElManifiesto humanista
En el siglo XIX los aportes de intelectuales como Mark Twain, Robert G. Ingersoll y Friedrich Nietzsche, entre otros, contribuyeron a fortalecer la idea de crear un sistema de creencias éticas y morales ajenas a la metafísica. El siglo XX vio fortalecida esa tendencia y para 1933 se redactó el primer Manifiesto humanista, avalado por 34 humanistas estadounidenses (entre ellos, el filósofo John Dewey), que reflexionaba sobre los retos de aquella época, recomendando, en primer lugar, una forma de humanismo religioso no teísta como alternativa a las religiones de la época, y, en segundo lugar, una planificación nacional de índole económica y social.

### ElManifiesto humanista II
Fue publicado en 1973 para afrontar las cuestiones que habían emergido en la escena mundial desde entonces: el auge del fascismo y su derrota en la Segunda Guerra Mundial, el crecimiento de la influencia y poder del marxismo-leninismo y del maoísmo, la amenaza del capitalismo y la Guerra Fría, la recuperación económica posbélica de Europa y América, la descolonización de amplias áreas del mundo, la creación de las Naciones Unidas, la revolución sexual, el desarrollo de los movimientos de mujeres, la demanda de las minorías de la igualdad de derechos, y la emergencia del poder estudiantil en los campus. Fue suscrito por muchos líderes del pensamiento y de la acción a lo largo y ancho del mundo: Andrei Sakharov (notorio disidente soviético), Julian Huxley (primer Presidente de la Unesco), Sidney Hook, Betty Friedan, Gunnar Myrdal, Jacques Monod, Francis Crick, Margaret Knigth, James Farmer, Allan Guttmacher, Paul Kurtz, Ritchie Calder y Philip Randolph, entre otros.

### Una declaración humanista secular
Fue publicada en 1980 porque el humanismo y, en particular, el Manifiesto humanista II, había sido sometido a duros ataques por parte de los fundamentalismos religiosos y de las fuerzas políticas de la derecha en Estados Unidos. Muchas de esas críticas sostenían que el humanismo secular era una religión. En consecuencia, la enseñanza del humanismo secular en las escuelas, argüían, violaba el principio de separación entre Iglesia y Estado y establecía una nueva religión.
La declaración respondía que el humanismo secular expresaba un conjunto de valores morales y un punto de vista filosófico y científico no teísta que no podían hacerse equivalentes con una fe religiosa. La enseñanza del punto de vista del humanismo secular en modo alguno violaba el principio de separación. Al contrario, defendía la idea democrática de que el Estado secular debería ser neutral, sin ponerse ni a favor ni en contra de la religión.

### LaDeclaración de Interdependencia
En 1988, la Academia Internacional de Humanismo ofreció todavía un cuarto documento, una Declaración de Interdependencia, haciendo un llamamiento a favor de una nueva ética global y de la construcción de una comunidad mundial, que era cada vez más necesaria a la vista de las nuevas instituciones globales que se estaban desarrollando con rapidez.

### ElManifiesto humanista 2000
Esa misma institución publicó el Manifiesto humanista 2000, el más reciente documento al respecto y que hace una llamada a renovar el pensamiento de la humanidad de cara a enfrentar los retos y problemas del nuevo siglo.

## Cosmovisión del humanismo secular
Bunge formuló siete tesis para describir la cosmovisión del humanismo secular:
1. Cosmológica: en el mundo real no hay nada sobrenatural.
2. Antropológica: no existen superhombres ni razas superiores.
3. Axiológica: el relativismo axiológico radical es falso y perjudicial.
4. Gnoseológica: el escepticismo radical y el relativismo gnoseológico son falsos y nocivos.
5. Moral: se debe buscar la salvación en este mundo y se debe disfrutar la vida así como intentar ayudar a los demás a vivir.
6. Social: libertad, igualdad, solidaridad y pericia en la administración de la comunidad.
7. Política: se debe lograr o mantener un estado secular.

## Principios básicos del humanismo secular
El principio fundamental del humanismo secular es una actitud crítica y escéptica ante los dogmas de cualquier tipo, llámese religiosos, políticos o sociales, a los cuales somete a un análisis racional para ser aceptados o rechazados. El humanista secular rechaza aprobar una creencia o tesis por "fe" o por autoridad y en su lugar apela al método científico, la razón crítica, la discusión democrática y la evidencia factual.
Los humanistas seculares afirman que los problemas humanos deben ser solucionados por los humanos y que es deber individual y colectivo la búsqueda de la mayor comodidad, satisfacción y desarrollo pleno de la especie.
La construcción de un sistema ético ajeno a los tintes místicos y religiosos es otro objetivo del humanismo secular. El mismo se logra gracias a la discusión racional y la experiencia, juzgándolo por su capacidad de mejorar el bienestar humano y la responsabilidad individual.

## El humanismo secular y la religión
La postura del movimiento es pro razón, pero la tolerancia es vital en su visión de vida y aunque el humanista esperaría y trabaja por un mundo sin elementos místicos de cualquier tipo, defiende el derecho de las personas a creer en lo que deseen siempre que eso no perjudique a terceros. La separación Iglesia-Estado y una legislación laica son fundamentales.
Los humanistas seculares siguen una perspectiva o filosofía llamada Naturalismo, en la cual las leyes físicas del universo no están subordinadas a entidades inmateriales o sobrenaturales como demonios, dioses u otros seres "sobrenaturales" fuera del dominio del universo natural. Los eventos sobrenaturales como los milagros y los fenómenos psíquicos, como la percepción extrasensorial, la telekinesia, etc., no son descartados automáticamente, mas son vistos con un alto grado de escepticismo. Los humanistas dicen que quienes hacen afirmaciones extraordinarias deben mostrar evidencias extraordinarias.
Por su contenido, el humanismo secular es considerado por algunos como una continuación del ateísmo, debido a que descarta lo sobrenatural pero también busca formas alternativas de ética y convivencia social, pero entre los humanistas seculares se encuentran agnósticos, librepensadores, racionalistas y escépticos.

## Ética humanista
Como se cita al principio, sus bases éticas son enteramente humanas y resultado del análisis racional, no como una revelación de carácter divino que es inaceptable desde su perspectiva ante la variedad de dogmas que se contradicen y se proclaman simultáneamente como verdaderos.
El Manifiesto humanista 2000 sintetiza en nueve puntos la ética de este movimiento filosófico, citados a continuación de manera textual:

1. La dignidad y autonomía del individuo es el valor central. La ética humanista se compromete a maximizar la libertad de elección, libertad de pensamiento y conciencia, el libre pensamiento y la libre investigación, y el derecho de los individuos a seguir sus propios estilos de vida hasta donde sean capaces y hasta tanto que ello no dañe o perjudique a otros. Esto es especialmente relevante en las sociedades democráticas en donde pueden coexistir una multiplicidad de sistemas alternativos de valores. Por consiguiente los humanistas aprecian la diversidad.

2. La defensa humanista de la autodeterminación no significa que los humanistas acepten como valiosas cualquier clase de conducta por el mero hecho de ser humana. Ni la tolerancia de los distintos estilos de vida implica necesariamente su aprobación. Los humanistas insisten que acompañando al compromiso con una sociedad libre está siempre la necesidad de alcanzar un nivel cualitativo de gusto y distinción. Los humanistas creen que la libertad debe ser ejercitada con responsabilidad. Reconocemos que todos los individuos viven en el seno de comunidades y que algunas acciones son destructivas y están equivocadas.
3. Los filósofos éticos humanistas han defendido una ética de la excelencia (desde Aristóteles y Kant hasta John Stuart Mill, John Dewey, y Manabendra Nath Roy). En ellos se hacen patentes la templanza, la moderación, la continencia, el autocontrol. Entre los tópicos de la excelencia se encuentran la capacidad de elegir libremente, la creatividad, el gusto estético, la prudencia en las motivaciones, la racionalidad y una cierta obligación de llevar a su máximo cumplimiento los más altos talentos de cada cual. El humanismo intenta sacar a flote lo mejor de la gente, de manera que todo el mundo pueda tener lo mejor en la vida.
4. El humanismo reconoce nuestras responsabilidades y deudas con los otros. Esto significa que no debemos tratar a los demás seres humanos como meros objetos para nuestra propia satisfacción; debemos considerarlos como personas dignas de igual consideración que nosotros mismos. Los humanistas sostienen que «todos y cada uno de los individuos deberían ser tratados humanamente». Aceptan la Regla de Oro según la cual «no debes tratar a los demás como no quieras que te traten a ti». También aceptan por la misma razón el antiguo mandato de que deberíamos «recibir a los extranjeros dentro de nuestras posibilidades», respetando sus diferencias con nosotros. Dada la multiplicidad actual de credos, todos somos extranjeros —aunque podamos ser amigos— en una comunidad más amplia.
5. Los humanistas creen que las virtudes de la empatía (o buena disposición) y la corrección (o el trato cuidadoso) son esenciales para la conducta ética. Esto implica que deberíamos desarrollar un interés altruista hacia las necesidades e intereses de los demás. Las piedras fundamentales de la conducta moral son las «decencias morales comunes»; es decir, las virtudes morales generales que son ampliamente compartidas por los miembros de la especie humana pertenecientes a las más diversas culturas y religiones: Debemos decir la verdad, cumplir las promesas, ser honestos, sinceros, hacer el bien, ser fiables y confiar, dar muestras de fidelidad, aprecio y gratitud; ser bien pensados, justos y tolerantes; debemos negociar las diferencias razonablemente e intentar ser cooperativos; no debemos herir o injuriar, ni tampoco hacer daño o atemorizar a otras personas. Pese a que los humanistas han hecho llamamientos contra los códigos puritanos represivos, con el mismo énfasis han defendido la responsabilidad moral.
6. En lo más alto de la agenda humanista figura la necesidad de proporcionar educación moral a los niños y a los jóvenes, al objeto de desarrollar el carácter y fomentar el aprecio por las decencias morales universales, así como para garantizar el progreso moral y la capacidad de razonamiento moral.
7. Los humanistas recomiendan que usemos la razón para fundamentar nuestros juicios éticos. El punto decisivo es que el conocimiento es esencial para formular elecciones éticas. En particular, necesitamos comprometernos en un proceso de deliberación, si estamos por la tarea de solucionar los dilemas morales. Los principios y valores humanos pueden justificarse mejor a la luz de la investigación reflexiva. Cuando existan diferencias, es preciso negociarlas siempre que podamos mediante un diálogo racional.
8. Los humanistas mantienen que deberíamos estar preparados para modificar los principios y los valores éticos a la luz de las realidades que vayan produciéndose y de las expectativas futuras. Necesitamos ciertamente apropiarnos de la mejor sabiduría moral del pasado, pero también desarrollar nuevas soluciones para los dilemas morales, sean viejos o nuevos. Por ejemplo, el debate sobre la eutanasia voluntaria se ha intensificado de manera especial en las sociedades opulentas, porque la tecnología médica nos capacita ahora para prolongar la vida de pacientes terminales que anteriormente habrían muerto. Los humanistas han argumentado a favor del «morir con dignidad» y del derecho de los adultos competentes para rechazar el tratamiento médico, reduciendo así el sufrimiento innecesario, e incluso para acelerar la muerte. También han reconocido la importancia del movimiento hospitalario para facilitar el proceso más deseable. De la misma manera, deberíamos estar preparados para elegir racionalmente entre los nuevos poderes reproductivos que la investigación científica ha hecho posibles —tales como la fertilización in vitro, la maternidad de alquiler, la ingeniería genética, el trasplante de órganos y la clonación. No podemos estar mirando atrás, hacia las morales absolutas del pasado para guiarnos en estas cuestiones. Necesitamos respetar la autonomía de la elección.
9. Los humanistas arguyen que deberíamos respetar una ética de principios. Esto significa que el fin no justifica los medios; por el contrario, nuestros fines están modelados por nuestros medios, y hay límites acerca de lo que nos está permitido hacer. Esto es especialmente importante hoy a la luz de las tiranías dictatoriales del siglo XX, en las que determinadas ideologías políticas manipularon comprometidos medios morales con fervor casi religioso para realizar fines visionarios. Somos agudamente conscientes de trágico sufrimiento infligido a millones de personas por quienes estuvieron dispuestos a permitir un gran mal en la prosecución de un supuesto bien mucho mayor.

## Organizaciones humanistas seculares
En el mundo existen organizaciones humanistas seculares reconocidas y reagrupadas bajo el paraguas de federaciones internacionales como la Federación Humanista Europea o The International Humanist and Ethical Union (IHEU), fundada en Ámsterdam en 1952. Entre otras asociaciones, se pueden nombrar algunas como:
- Alliance of Secular Humanist Societies
- Asociación Humanista Estadounidense (EE. UU.)
- American Rationalist Association (EE. UU.)
- Asociación Iberoamericana Ético Humanista (ASIBEHU)
- Asociación Mexicana Ética Racionalista (México)
- Associazione per lo Sbattezzo (Italia)
- British Humanist Association (RU)
- Buddhiwadi Foundation (India)
- Center for Inquiry (EE. UU.)
- Center for Inquiry-Argentina[10]
- Center for Inquiry-Perú[11]
- Ediciones de Filosofía Aplicada[12] (Perú)
- Humanist Association of Canada (Canadá)
- Humanist Society of Scotland (Escocia)
- Instituto Humanista Racionalista del Perú[13] (Perú)
- Union Rationaliste (Francia)
- Sociedad Secular y Humanista del Perú (Perú)
- Asociación Racionalista Costarricense (Costa Rica)
- Asociación Peruana de Ateos